# Långsjön (Grums socken, Värmland)
Långsjön är en sjö i Grums kommun i Värmland och ingår i Göta älvs huvudavrinningsområde. Sjön är 19,2 meter djup, har en yta på 4,22 kvadratkilometer och befinner sig 52,1 meter över havet. Sjön avvattnas av vattendraget Malsjöån.

## Delavrinningsområde
Långsjön ingår i det delavrinningsområde (659420-134466) som SMHI kallar för Utloppet av Långsjön. Medelhöjden är 81 meter över havet och ytan är 41,5 kvadratkilometer. Det finns inga avrinningsområden uppströms utan avrinningsområdet är högsta punkten. Malsjöån som avvattnar avrinningsområdet har biflödesordning 4, vilket innebär att vattnet flödar genom totalt 4 vattendrag innan det når havet efter 268 kilometer. Avrinningsområdet består mestadels av skog (64 procent) och jordbruk (15 procent). Avrinningsområdet har 4,53 kvadratkilometer vattenytor vilket ger det en sjöprocent på 10,9 procent.